# Ulica Zygmunta Słomińskiego w Warszawie

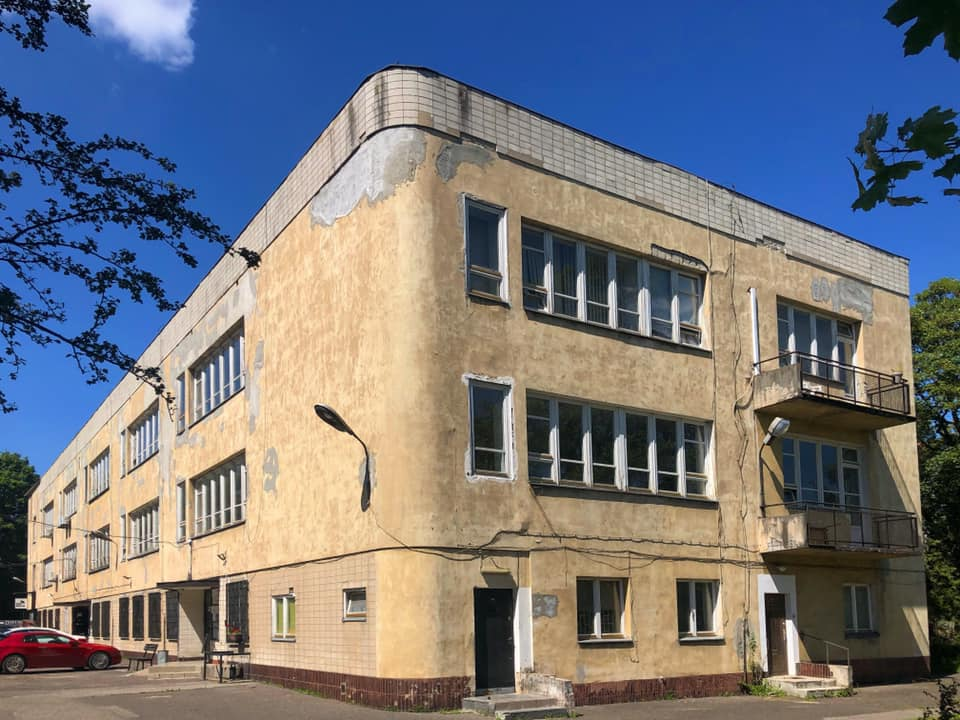
Dawny budynek szkolny, obecnie siedziba spółki Cezas (nr 1)

Ulica Zygmunta Słomińskiego – ulica w dzielnicy Śródmieście w Warszawie.

## Historia
Ulicę wytyczono w 1958 podczas budowy Trasy Mostowej im. Stefana Starzyńskiego, której nazwę nadano uchwałą Rady Narodowej m.st. Warszawy z dnia 27 września 1957. Nowa ulica praktycznie wchłonęła istniejące wcześniej po jej śladzie ulice Szymanowską i Kłopot. Została oddana do użytku wraz z całą Trasą Mostową 21 lipca 1959. Tego samego dnia ulicą pojechały pierwsze tramwaje.
Do 1961 roku odcinek pomiędzy ulicą Błońską a dworcem kolejowym Warszawa Gdańska był jednojezdniowy.

## Przebieg
Ulica rozpoczyna się na zjeździe z mostu Gdańskiego, następnie biegnie wiaduktem nad ulicą Zakroczymską. Dalej krzyżuje się z ulicami: Szymanowską, Międzyparkową, Bonifraterską, Andersa, Dawidowskiego, Pamiętajcie o Ogrodach. Kończy się na rondzie Zgrupowania AK "Radosław". Droga jest w całości dwujezdniowa, w pasie między jezdniami znajduje się torowisko tramwajowe. Od ronda Zgrupowania „AK Radosław” do ul. gen. Władysława Andersa wzdłuż ulicy prowadzi ścieżka rowerowa. 
Droga jest fragmentem obwodnicy śródmiejskiej i dróg wojewódzkich 634 i 637.

## Nazwa
W latach 1957–1991 ulica nosiła imię działacza komunistycznego Mariana Buczka.
Obecna nazwa ulicy, upamiętniająca prezydenta Warszawy w latach 1927–1934 Zygmunta Słomińskiego, została nadana uchwałą Rady Dzielnicy-Gminy Warszawa-Śródmieście z dnia 21 maja 1991. Na początku lat 90. rozważano nadanie tej ulicy jeszcze innej nazwy – ul. Zgrupowania „Żmija”, ukazał się nawet plan miasta z takim opisem.
Nadana w 1991 nazwa powtarzała nadaną na mocy uchwały Rady Narodowej m.st. Warszawy z dnia 16 listopada 1989 nazwę głównej ulicy ówczesnego osiedla im. Zygmunta Słomińskiego, położonego na obszarze Piasków pomiędzy ulicami Jana Kochanowskiego, Galla Anonima, Nowopowązkowską i Władysława Reymonta. Niektóre źródła przypisują uchwale z listopada 1989 wywarcie skutku w postaci zmiany nazwy ówczesnej ulicy Mariana Buczka.
Powstały konflikt nazewniczy został rozwiązany uchwałą Rady Dzielnicy-Gminy Warszawa-Żoliborz z dnia 29 kwietnia 1992, na mocy której anulowano nadanie nazwy ulica im. Zygmunta Słomińskiego głównej ulicy osiedla na Piaskach. Uchwałą z dnia 17 czerwca 1992 nadano ulicy tej nazwę ulica Zgrupowanie Żmija, zaś całemu osiedlu nazwę Żywiciel.

## Ważniejsze obiekty
- Dawny budynek szkolny z 1936, proj. Romuald Gutt i Józef Jankowski (nr 1)
- Park im. Romualda Traugutta
- Fort Traugutta Cytadeli Warszawskiej
- Stacja metra Dworzec Gdański
- Stacja PKP Warszawa Gdańska (nr 6)
- Synagoga chasydów z Chabad-Lubavitch (nr 19)
- Skwer Batalionu AK „Czata 49” z kamieniem pamiątkowym (u zbiegu ulic Słomińskiego i A. Dawidowskiego)
- Tablica pamiątkowa Tchorka (przy wiadukcie ul. gen. W. Andersa)
- Centrum handlowe Westfield Arkadia (al. Jana Pawła II 82)